# Francisco Claver

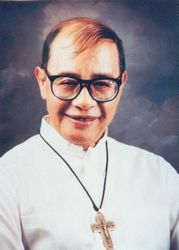
Retrato como Bispo

Francisco Claver (20 de janeiro de 1926 - 1 de julho de 2010) foi um padre jesuíta filipino, nomeado e consagrado primeiro bispo da Diocese Católica Romana de Malaybalay nas Filipinas.